# Episodi di Defiance (seconda stagione)
La seconda stagione della serie televisiva Defiance è stata trasmessa dal canale statunitense Syfy a partire dal 19 giugno 2014 al 28 agosto 2014. Mentre in Italia viene trasmessa dal 16 settembre al 28 ottobre 2015 su AXN SCI-FI.
| nº | Titolo originale                     | Titolo italiano                            | Prima TV USA   | Prima TV Italia   |
| -- | ------------------------------------ | ------------------------------------------ | -------------- | ----------------- |
| 1  | The opposite of Hallelujah           | Il contrario di Alleluja                   | 19 giugno 2014 | 16 settembre 2015 |
| 2  | In my secret life                    | Nella mia vita segreta                     | 26 giugno 2014 | 16 settembre 2015 |
| 3  | The Cord and the Ax                  | Il Cavo e l'Ascia                          | 3 luglio 2014  | 23 settembre 2015 |
| 4  | Beasts of Burden                     | Bestie da Soma                             | 10 luglio 2014 | 23 settembre 2015 |
| 5  | Put the Damage on                    | Dannosi ricordi                            | 17 luglio 2014 | 30 settembre 2015 |
| 6  | This Woman's Work                    | Il lavoro della donna                      | 24 luglio 2014 | 30 settembre 2015 |
| 7  | If You Could See Her Through My Eyes | Se potessi vederla attraverso i suoi occhi | 31 luglio 2014 | 7 ottobre 2015    |
| 8  | Slouching Towards Bethlehem          | Trascinandosi verso Betlemme               | 7 agosto 2014  | 7 ottobre 2015    |
| 9  | Painted From Memory                  | Dipinto nella memoria                      | 14 agosto 2014 | 14 ottobre 2015   |
| 10 | Bottom of the World                  | In fondo al mondo                          | 21 agosto 2014 | 14 ottobre 2015   |
| 11 | Doll Parts                           | Doll Parts                                 | 21 agosto 2014 | 21 ottobre 2015   |
| 12 | All Things Must Pass                 | Tutto deve andare avanti                   | 28 agosto 2014 | 21 ottobre 2015   |
| 13 | I Almost Prayed                      | Ho quasi pregato                           | 28 agosto 2014 | 28 ottobre 2015   |

## Il contrario di Alleluja
- Titolo originale: The opposite of Hallelujah
- Diretto da: Michael Nankin
- Scritto da: Kevin Murphy

### Trama
Sono passati 9 mesi. Nolan gira di città in città alla ricerca di Irisa. La Repubblica Terrestre governa Defiance, avendo posto come sindaco Niles Pottinger, dopo aver arrestato Datak. Rafe lavora come operaio nelle sue vecchie miniere, ora di proprietà della Repubblica Terrestre. Amanda continua da mesi a rifiutare il posto di consigliera del sindaco e gestisce, assieme a molti ex lavoratori al municipio, il locale di Kenya. Datak è stato condotto in prigione a seguito del suo omicidio del Capitano della Repubblica Terrestre. Tommy è arruolato come militare nella Repubblica Terrestre. Alak è subentrato al padre Datak negli affari di famiglia e vive con la madre Stahma e la moglie Christie, ora obbligata a seguire le culture casthitane. La dottoressa Meh si trova nella stessa prigione di Datak. Nolan rintraccia Irisa ma la ragazza è vaga su quanto accaduto durante la sparatoria alle miniere. Irisa ha continue visioni di Irzu, ora che è diventata la sua arma. A seguito di un incidente in miniera, Amanda scopre che Connor Lang preferisce eliminare chiunque crei problemi e decide di accettare il posto di consigliere del sindaco. Stahma, vedendo la bontà del figlio Alak nei riguardi degli scagnozzi, gli rivela minacciosamente di avere lei il potere della famiglia e che lui avrebbe dovuto esclusivamente esserne la voce pubblica. Irisa sembrerebbe aver girato di città in città con il sollo scopo di eliminare ogni indogene vedesse; La ragazza comunica inoltre a Nolan la volontà di tornare a Defiance. Amanda ha iniziato a fare uso di droga e la sua camera da letto è costantemente sorvegliata da Connor Lang con delle camere nascoste. In viaggio verso Defiance, Irisa ha visioni in cui uccide Nolan ed Irzu le raccomanda di non dire nulla all'uomo.
- Guest star: Dewshane Williams (Tommy LaSalle), Trenna Keating (Doc Yewll), Nicole Muñoz (Christie Tarr), Ben Cotton (Daigo), Anna Hopkins (Jessica "Berlin" Rainer), Ryan Kennedy (Josef), Kristina Pesic (Deirdre Lamb), William Atherton (Viceroy Mercado), Katie Douglas ("Young Irisa/Irzu")

## Nella mia vita segreta
- Titolo originale: In my secret life
- Diretto da: Michael Nankin
- Scritto da: Michael Taylor

### Trama
Nolan ed Irisa tornano a Defiance e vengono arrestati dal Capitano Jessica Rainer Berlin della Repubblica Terrestre. Il sindaco Pottinger, avendo visto Amanda fare uso di droghe, comunica a Stahma che la produzione di tali sostanze non sarà più permessa e le quantità già prodotte dovranno essere consegnate esclusivamente a lui. Datak e la dottoressa Meh escogitano un piano per uscire di prigione che comprende l'assassinio del sindaco Pottinger. Una bomba esplode in città e Nolan, con la promessa che Irisa verrà rilasciata, viene assegnato al caso; Tommy, ora sceriffo di Defiance, non prende bene la decisione. Il sindaco Pottinger visita la dottoressa Meh, in prigione, per avere informazioni su Irisa, ma l'indogene non riferisce nulla di sospetto sull'iraethiana, e sulla cassaforte nel suo vecchio ambulatorio. Nolan ed il Capitano Berlin scoprono che a piazzare le bombe è un casthitano in cerca di vendetta con la famiglia Tarr, in quanto punito da Stahma. Datak mette in atto il suo piano, salvando il sindaco dall'assassino da lui stesso assoldato; Pottinger gli è grato ma, riconoscendo che la situazione era molto strana, decide di non liberarlo comunque. Nolan, mal visto da tutti i cittadini di Defiance, salva Stahma da una seconda bomba e torna ad essere visto come un eroe dalla gente. Stahma ordina ad Alak di uccidere personalmente chi attentava alla sua vita; Il ragazzo è inizialmente titubante ma poi esegue il compito eliminando l'ex scagnozzo. Amanda convince Nolan e riaccettare la carica di sceriffo di Defiance. Il sindaco Pottinger spia Nolan ed Amanda durante un rapporto amoroso. Irisa scopre che Tommy ed il Capitano Berlin sono compagni.
- Guest star: Dewshane Williams (Tommy LaSalle), Trenna Keating (Doc Yewll), Nicole Muñoz (Christie Tarr), Anna Hopkins (Jessica "Berlin" Rainer), Ryan Kennedy (Josef), Douglas Nyback (Sgt. Frei Poole)

## Il cavo e l'ascia
- Titolo originale: The Cord and the Ax
- Diretto da: Michael Nankin
- Scritto da: Allison Miller

### Trama
In città si è diffusa una voce di ciò che ha commesso Alak. Christie comunica alla famiglia di essere incinta. Irisa cerca di contrastare Irzu, ma questi continua ad obbligarla ad uccidere e la sua vittima successiva è Berty, la liberata domestica a casa di Rafe; l'iraethiana, senza ricordarsene le modalità, uccide la liberata e ne seppellisce il corpo nei boschi. Datak e la dottoressa Meh sono ormai quasi amici. Rafe ricorda nuovamente ad Alak, prossimo a diventare padre, il discorso fattogli precedentemente sugli affari di famiglia. Il sindaco Pottinger riesce ad aprire la cassaforte della dottoressa Meh e ne scopre dei documenti interessanti. Irisa ha continue visioni di una nave aliena in orbita terrestre. Amanda inizia a soffrire di astinenza dalla droga e si reca dal sindaco Pottinger, anche lui occasionalmente utilizzatore della sostanza. Alak visita il padre Datak in prigione e gli confida che è la madre Stahma a gestire gli affari di famiglia; Datak inizia quindi a sospettare che la moglie Stahma non stia cercando un modo per farlo uscire di prigione ma che invece stia facendo di tutto per tenerlo lontano da Defiance. Nolan inizia ad indagare sugli strani comportamenti di Irisa e scopre che la ragazza potrebbe centrare qualcosa con la scomparsa di Berty. La dottoressa Meh, accordatasi con il sindaco Pottinger per costruire quanto riportato sui documenti contenuti nella cassaforte, viene scarcerata; l'indogene chiede, ed ottiene, inoltre la scarcerazione di Datak come sua guardia personale. Irisa trova l'accampamento di Sukar, ristabilitosi fisicamente ma con alcuni vuoti di memoria; Irzu ordina alla ragazza di uccidere anche il suo caro amico e questa non può farne a meno. Irisa, distrutta da quanto appena accaduto, decide di farla finita e si spara un colpo di fucile in testa; Irzu, non acconsentendo alla decisione della ragazza, le rimargina le mortali ferite causate dal proiettile, aumentando la disperazione dell'iraethiana che capisce di non essere più fautrice del suo destino. Nei boschi Irisa viene raggiunta da Berty ed entrambe sono scioccate, in quanto la prima è incredula nel vedere la sua vittima ancora viva mentre la seconda non ricorda nulla di quanto accaduto; Poco dopo vengono raggiunte da Nolan che ordina alla figlia di dargli spiegazioni, ovviamente senza riceverne. Irisa confida a Nolan di non potergli dire quanto sta succedendo. Le precedenti vittime di Irisa sono in realtà tutte vive e stanno facendo altre vittime a loro volta. Datak torna a casa e tenta di uccidere sia la moglie che il figlio; I due capiscono che le cose cambieranno.
- Guest star: Dewshane Williams (Tommy LaSalle), Trenna Keating (Doc Yewll), Nicole Muñoz (Christie Tarr), Noah Danby (Sukar), Anna Hopkins (Jessica "Berlin" Rainer), Jessica Nichols (Bertie), Kristina Pesic (Deirdre Lamb), Ryan Kennedy (Josef)

## Bestie da soma
- Titolo originale: Beasts of Burden
- Diretto da: Allan Kroeker
- Scritto da: Todd Slavkin e Darren Swimmer

### Trama
Un convoglio della Repubblica Terrestre con a bordo anche il sindaco Pottinger ed il Capitano Berlin viene attaccato da predoni mascherati; Gli unici a salvarsi sono proprio loro due ma l'uomo viene umiliato e giura vendetta. I responsabili dell'agguato erano alcuni minatori guidati da Joseph, nipote di Rafe. Nolan indaga a suo modo sull'accaduto e Tommy, non contento del ritorno suo e di Irisa a Defiance, non è convinto del suo metodo. Stahma cerca un modo per far rinchiudere nuovamente Datak, ma questi sembra essere ora rispettoso delle norme della nuova istituzione governativa. Il sindaco confida ad Amanda di alcune sue disavventure passate e la donna confida a sua volta di essere stata violentata; Da tale abuso la donna è stata anche costretta ad abortire e non aveva mai riferito all'allora compagno Connor Lang l'accaduto oltre ad avergli fatto credere che il figlio fosse suo. Nolan, recatosi a casa di Rafe, viene minacciato da Joseph; Lo sceriffo decide, per favore di Rafe che ha combattuto al suo fianco per proteggere Irisa alle miniere, di lasciar andare il ragazzo consigliandogli di lasciare la città. Datak torna a gestire gli affari di famiglia, non prima di essersi vendicato del figlio, sfigurandogli una mano. Joseph, invece di fuggire, rapisce il Capitano Berlin, in quanto durante l'assedio l'aveva ripreso a volto scoperto. Nolan, dopo aver recuperato quanto rubato dal convoglio, salva il Capitan Berlin ed arresta Joseph. Il sindaco Pottinger è interessato solamente ad una piccola valigetta trasportata dal convoglio. Rafe, mentre scorta Joseph alla centrale di polizia, lo libera e gli ordina di andarsene; L'uomo, dopo aver abbracciato il nipote, gli spara alle spalle, per chiudere definitivamente la questione. Tommy è grato a Nolan per aver salvato la compagna ed entrambi iniziano a cambiare opinione sul ritrovato sceriffo. Il sindaco, per vendicarsi di qualcuno, decide di sfrattare Rafe, anche dopo essere stato informato delle azioni dell'uomo. Alak e Stahma, stanchi dei soprusi di Datak, ordinano di picchiarlo selvaggiamente di fronte a loro e gli riferiscono che sarà escluso dagli affari di famiglia.
- Guest star: Dewshane Williams (Tommy LaSalle), Trenna Keating (Doc Yewll), Nicole Muñoz (Christie Tarr), Ryan Kennedy (Josef), Anna Hopkins (Jessica "Berlin" Rainer)

## Dannosi ricordi
- Titolo originale: Put the damage on
- Diretto da: Allan Kroeker
- Scritto da: Nevin Densham

### Trama
Amanda ed il sindaco Pottinger hanno strane visioni del loro passato, anche se il tutto sembra avvenire realmente; La prima riguardanti la tremenda esperienza dell'abuso subito; Il secondo di Connor Lang e del suo periodo di segregazione a causa dei Votan. La dottoressa Meh riceve la visita di una sua collega ed amante. Rafe ora vive a casa della famiglia Tarr; Stahma, a conoscenza delle minacce fatte dall'uomo al figlio Alak, ci tiene a rassicurarlo che è solo lei a gestire gli affari di famiglia. Datak chiede perdono alla moglie e viene reintegrato in famiglia, pur non abitando nella stessa casa. Per sicurezza, Amanda viene condotta a casa di Rafe, ora ulteriore base operativa della Repubblica Terrestre, ma qui, sempre a causa delle allucinazioni, spara a Tommy ed Irisa; l'iraethiana finge di non essere stata colpita ma le sue ferite si curano autonomamente. Datak si accorda con il Collettivo Votan al fine di ribaltare il governo della Repubblica Terrestre a Defiance. Amanda è in realtà vittima di un EGO, un impianto di guerra in grado di immagazzinare la memoria del soggetto, difettoso che le viene prontamente rimosso da Nolan e dalla dottoressa Meh; Lo stesso impianto è nel corpo del sindaco Pottinger e della dottoressa stessa. Datak confida a Rafe di quanto già parlato con il Collettivo Votan e l'uomo non disdegna la proposta. La dottoressa Meh rimuove anche l'EGO del sindaco Pottinger, a cui comunica di aver già rimosso anche il suo. I tre impianti sono stati inseriti dalla dottoressa Meh ai tre soggetti, ad Amanda dopo essere stata drogata, e fanno parte del progetto di cui il sindaco e la dottoressa si erano accordati. La dottoressa Meh, in realtà, non si è ancora estratta il suo EGO ed è per questo che continua a vedere e parlare con l'indogene di cui era innamorata, anche se la stessa è deceduta molti anni prima.
- Guest star: Gale Harold (Connor Lang), Dewshane Williams (Tommy LaSalle), Trenna Keating (Doc Yewll), Nicole Muñoz (Christie Tarr), Kristina Pesic (Deirdre Lamb)

## Il lavoro della donna
- Titolo originale: This woman's work
- Diretto da: Allan Arkush
- Scritto da: Brian Allen Alexander

### Trama
Un'Arca sta per precipitare vicino Defiance e Mercado, colui che ha posto Pottinger come sindaco, vuole che il suo uomo si attivi al fine di recuperare delle preziose materie gulanee all'interno. Tommy litiga con Nolan e lascia la sua posizione di vice sceriffo, accordandosi con Berlin per iniziare una nuova vita lontano da Defiance. Un prete casthitano cerca di rovinare l'immagine di Stahma, rea di essersi sostituita al marito ed essere andata contro le tradizioni della loro gente. Tommy assiste mentre Irisa contagia un'altra vittima. Dall'Arca precipitata, creduta disabitata, si risveglia un gulano che inizia ad eliminare i soldati giunti per recuperare risorse. Irisa, nell'attesa che la sua vittima si riprenda, così da dimostrare a Tommy di non averla uccisa, confida al ragazzo la sua situazione. Stahma, dopo essersi confrontata con Amanda, tenta, come successo anni fa alla razza umana, di pareggiare i diritti dei sessi nella tradizione casthitana, visitando la moglie del prete; La discussione non è a favore della donna della famiglia Tarr, che decide quindi di avvelenare la rivale e far ricadere la colpa sul marito della vittima. Nolan e Pottinger, unici sopravvissuti alla spedizione, riescono ad eliminare il gulano. Il prete casthitano, ritenuto l'omicida della moglie, viene punito con una gogna pubblica, come previsto dalla tradizione della loro razza, facendo quindi svanire ogni accusa professata dall'uomo nei confronti di Stahma. Mercado, deluso dalla fallita spedizione di Pottinger, decide di sostituirsi a lui in qualità di sindaco. Tommy comunica a Berlin di non poter lasciare Defiance e che Irisa ha bisogno del suo aiuto. Mentre Amanda consola Pottinger, Nolan finisce a letto con Berlin, ora che la ragazza ha lasciato Tommy. Mercado ha gusti sessuali che tendono alle razze votan e si traveste da casthitano per corteggiare una ragazza; La ragazza è in realtà Christie, travestitasi da casthitana a sua volta per conoscere meglio la cultura del marito Alak su consiglio di Berty, la ragazza che gestisce la radio dell'arco come dipendente di Alak oltre a lavorare al bordello di Amanda.
- Guest star: Dewshane Williams (Tommy LaSalle), Nicole Muñoz (Christie Tarr), Anna Hopkins (Jessica "Berlin" Rainer), Kristina Pesic (Deirdre Lamb), William Atherton (Viceroy Mercado)

## Se potessi vederla attraverso i suoi occhi
- Titolo originale: If You Could See Her Through My Eyes
- Diretto da: Allan Arkush
- Scritto da: Brusta Brown e John Mitchell Todd

### Trama
Una domestica di casa Tarr viene trovata morta, e senza occhi, da Datak di fronte al suo appartamento. Irisa scopre che ferendosi mortalmente può avere delle visioni dell'Arca; Tramite queste visioni riesce a disegnare il volto dell'uomo iraethiano che la accompagna. Stahma comunica a Nolan la sparizione della domestica e l'uomo ha subito dei sospetti su Irisa. Berty sprona Christie a continuare con le sue esperienze casthitane; La ragazza, che cerca di destabilizzare la coppia, rivela anche tutto ad Alak. Rynn è a Defiance e, sorprendentemente, conosce l'uomo rappresentato nel disegno di Irisa, anche lui in città; I due si incontrano, ma l'uomo non la conosce. Datak, con l'aiuto di Rafe, si sbarazza del corpo della domestica e decide di non riferire nulla a Nolan per paura di essere incolpato. Mercado propone ad Amanda di assumere nuovamente l'incarico di sindaco, ma la donna rifiuta in quanto leale a Pottinger, ora lontano per missioni di scarso interesse. Rynn viene rapita da un uomo misterioso. Alak sorprende Christie in un locale per travestiti e la ragazza gli rivela di star sperimentando la sua cultura per cercare di assomigliare a Stahma; I due litigano ed Alak sembra voler porre fine alla loro relazione. Nolan ed Irisa, così come Datak, Rafe e Stahma, scoprono che il responsabile dei recenti decessi è un chirurgo, ormai senza lavoro da quando la dottoressa Meh è tornata a Defiance e che quindi si dedica al traffico di organi. I tutori della legge irrompono nello studio del chirurgo, ma non prima che questi sia riuscito a rimuovere una retina a Rynn; Durante lo scontro Nolan vede chiaramente che Irisa viene ferita al petto dal chirurugo prima di riuscire a scappare. Datak e Rafe si imbattono nella loro vittima proprio fuori dello studio di quest'ultimo ma, sentendo le voci di Nolan ed Irisa, decidono di non ucciderlo ma di sfigurarlo a sua volta dando la colpa proprio al chirurgo. Christie continua la sua relazione con Mercado, pur non sapendo chi questi sia in realtà e decide di farsi chiamare Stahma. Alak, ubriaco al bordello, va a letto con Berty. Irisa, baciando l'uomo misterioso, riesce a far riaffiorire anche a lui i ricordi di quando erano nell'Arca; L'uomo fugge spaventato, lasciando Defiance. Nolan si avventa su Irisa e le procura un taglio sulla mano, assistendo all'immediata rigenerazione della ferita; Irisa è quindi costretta a raccontare tutto al padre.
- Guest star: Trenna Keating (Doc Yewll), Nicole Muñoz (Christie Tarr), Kristina Pesic (Deirdre Lamb), William Atherton (Viceroy Mercado), Robin Dunne (Cai)

## Trascinandosi verso Betlemme
- Titolo originale: Slouching Towards Bethlehem
- Diretto da: Larry Shaw
- Scritto da: Bryan Q. Miller

### Trama
La Repubblica Terrestre arresta Marsuf, spia del Collettivo Votan con cui si era interfacciato anche Datak, per interrogarlo e farsi dire dove è posizionata la bomba che esploderà a New York nelle prossime ore. Un membro del Collettivo Votan telefona ad Amanda e la obbliga a trovare un modo per far scappare Marsuf; La donna è costretta ad accettare in quanto questi hanno in ostaggio la sorella Kenya. Tommy è nuovamente un membro della Repubblica Terrestre e lavora ancora con il Capitano Berlin, anche se questa gli riferisce di andare a letto con Nolan. Amanda riferisce a Nolan del suo interlocutore ed insieme cercano di trovare la posizione di Kenya; Tuttavia Nolan non è intenzionato a trovare Kenya a discapito dell'esplosione della bomba. Stahma comunica a Datak, con il quale sta iniziando a riallacciare un rapporto, che la Repubblica Terrestre sta indagando su di loro per i frequenti contatti con Marsuf; L'uomo è convinto dalla moglie ad uccidere Marsuf, per evitare che questi possa riferire delle loro congetture. Irisa si reca fuori con Defiance, pronta ad intervenire non appena localizzata la posizione di Kenya. Irisa, seguendo le sue visioni, viene condotta in un piccolo accampamento dove si imbatte in una delle sue vittime. Amanda, dopo aver legato Nolan, riesce a liberare Marsuf ma, mentre stanno per scappare, questi viene colpito con un fucile da Datak. Gli scagnozzi della famiglia Tarr, preoccupati per le loro vite, palesano un certo malumore vedendo che Stahma e Datak si stanno riavvicinando, in quanto non gli verrà mai perdonato il fatto di aver voltato le spalle all'uomo della casata ed essersi schierati con la donna. Nolan propone comunque ad Amanda di accordarsi con il membro del Collettivo Votan per lo scambio degli ostaggi; Durante l'incontro si scatena una sparatoria che mette in fuga i membri del Collettivo Votan e permette così ad Amanda di riabbracciare la sorella Kenya. All'accampamento si stanno ora radunando tutte le vittime di Irisa, così da dare inizio all'"Ascesa delle Arche".
- Guest star: Mia Kirschner (Kenya Rosewater), Dewshane Williams (Tommy LaSalle), Trenna Keating (Doc Yewll), Noah Danby (Sukar), Anna Hopkins (Jessica "Berlin" Rainer), Kristina Pesic (Deirdre Lamb), Douglas Nyback (Sgt. Frei Poole), William Atherton (Viceroy Mercado)

## Dipinto nella memoria
- Titolo originale: Painted From Memory
- Diretto da: Larry Shaw
- Scritto da: Kevin Murphy

### Trama
Il gruppo cerca di avere più informazioni possibili da Kenya in merito a ciò che gli è accaduto ma la donna ha ricordi frammentari. Tutti in città sono contenti del ritorno di Kenya; Tutti a parte Stahma. Nolan e Tommy discutono per i vari problemi che ci sono tra di loro. Kenya riesce piano piano a recuperare ricordi di quanto le è accaduto; La donna è stata tenuta prigioniera dalla Repubblica Terrestre fino ad un attacco del Collettivo Votan, dopodiché è diventata prigioniera di quest'altra associazione. Stahma, convinta di aver ucciso Kenya, si reca nei boschi con Datak per dissotterrare il corpo. Pottinger, di ritorno dalle missioni, e la dottoressa Meh discutono dell'esperimento provato su Kenya; L'ex sindaco obbliga la dottoressa a fare in modo che Kenya non ricordi nulla di quanto le è successo. Datak e Stahma trovano il terreno dove è stata sepolta Kenya e ne ritrovano i resti. Quentin, il figlio di Rafe, torna in città dopo aver visitato la madre. Stahma riferisce ad Amanda che fonti sicure le hanno assicurato che Kenya è morta e la donna tornata ora a Defiance è solo un impostore; Amanda non crede minimamente a quanto riferitogli e minaccia la casthitana. Nolan nota che a Kenya mancano delle vistose cicatrici; L'uomo racconta a sua volta questi dettaglia ad Amanda che è ancora convinta che sua sorella sia tornata. Kenya, che scopre direttamente di non essere chi appare, è in realtà un indogene con sembianze umane, come l'ex sindaco Reynolds, creato dalla dottoressa Meh su ordine di Pottinger; L'uomo voleva mettere in scena il salvataggio di Kenya per fare definitivamente colpo su Amanda. Kenya si reca dalla dottoressa Meh per chiedere spiegazioni e questa le riferisce che precedentemente era una indogene e che venne liberata da una prigione al solo scopo di essere la cavia per questo esperimento in cui i suoi veri ricordi sono stati cancellati e sostituiti con quelli di Kenya che sono stati recuperati tramite l'EGO di Amanda; La dottoressa aggiunge inoltre che l'aspettativa di vita, visto l'attacco del Collettivo Votan e la procedura delicata, è di pochi mesi. Pottinger, per liberarsi delle testimoni, cerca di uccidere sia Kenya che la dottoressa Meh, ma entrambe riescono a fuggire; L'uomo riferisce al resto del gruppo che la responsabile di tutto è la dottoressa stessa. Amanda, rassegnatasi, celebra un piccolo funerale per dare l'addio alla sorella; Parallelamente, Stahma crea una piccola tomba nel bosco sopra i resti di Kenya. La dottoressa Meh, con l'aiuto di Datak e Rafe, viene condotta in un nascondiglio nelle profondità delle miniere. Quentin brucia la maschera indossata dal rapitore di Kenya.
- Guest star: Mia Kirschner (Kenya Rosewater), Dewshane Williams (Tommy LaSalle), Trenna Keating (Doc Yewll), Noah Danby (Sukar), Anna Hopkins (Jessica "Berlin" Rainer), Justin Rain (Quentin McCawley), Kristina Pesic (Deirdre Lamb)

## In fondo al mondo
- Titolo originale: Bottom of the World
- Diretto da: Andy Wolk
- Scritto da: Anupam Nigam

### Trama
Irisa si introduce nella fortezza della Repubblica Terrestre per rubare una Terracuspide ma viene fermata da Nolan; L'uomo le toglie le armi e decide di ammanettarla per non perderla mai di vista. L'ambasciatrice Tennety torna nuovamente in visita a Defiance per vedere come procedono i lavori nelle miniere. Alak comunica a Berty di non voler continuare la loro relazione; La donna accetta ma il suo unico obiettivo è diventare sua moglie, sostituendosi a Christie, con cui ha un, finto, ottimo rapporto di amicizia. Durante la visita alle miniere, una frana imprigiona l'ambasciatrice Tennety, Amanda e Pottinger sotto terra e la prima non sopravvive alle ferite riportate; Durante le operazioni di soccorso, Nolan scopre che la frana è stata creata artificialmente. Alak chiede scusa a Christie ed i due tornano ad essere felici insieme. Stahma, vedendo Berty minacciare Alak, chiede a Datak di far sparire la ragazza ma le richieste dell'uomo sono esagerate e la casthitana decide di occuparsene personalmente. Irisa riesce a sfuggire al controllo di Nolan e chiede aiuto a Tommy per rubare la Terracuspide. Quentin confessa al padre Rafe di essere l'autore della frana e di averlo fatto per uccidere l'ambasciatrice Tennety come accordo per la liberazione della madre; Il ragazzo, arrabbiato con il padre per aver abbandonato la donna, gli addossa la colpa dell'accaduto alle miniere e l'uomo non si oppone, così da proteggere nuovamente i suoi figli. Pottinger confida ad Amanda di avere fatto cose di cui si pente amaramente e si offre di sacrificarsi per far sì che la donna si salvi; Entrambi vengono salvati da Nolan e dal Capitano Berlin. Il Collettivo Votan, come parte del proprio accordo, libera la madre di Quentin a Defiance; La donna è stupita nell'apprendere ciò che il figlio ha dovuto fare per salvarla. Tommy recupera la Terracuspide e la consegna ad Irisa; La ragazza "converte" Tommy, affinché possa sopravvivere agli avvenimenti futuri. All'accampamento si sono ora radunati decine di "convertiti" ed il rito ha inizio.
- Guest star: Linda Hamilton (Pilar McCawley), Dewshane Williams (Tommy LaSalle), Nicole Muñoz (Christie Tarr), Anna Hopkins (Jessica "Berlin" Rainer), Noah Danby (Sukar), Justin Rain (Quentin McCawley), Kristina Pesic (Deirdre Lamb), Jane MacLean (Olfin Tennety), Douglas Nyback (Sergente Frei Poole), America Olivo (Alethea)

## Doll Parts
- Titolo originale: Doll Parts
- Diretto da: Andy Wolk
- Scritto da: Phoef Sutton

### Trama
Berty, alias Treasure Doll come si faceva chiamare al bordello, viene lanciata dalla cima dell'Arco. Nolan, intuendo cosa sta succedendo ad Irisa, crea delle armi e si reca alla ricerca della figlia. Amanda, molto affezionata a Treasure Doll, indaga per scoprire il colpevole; Nolan, in partenza alla ricerca di Irisa, le attribuisce inoltre la carica di vice sceriffo, così da poter condurre le indagini come preferisce. Nolan raggiunge l'accampamento dei convertiti e si imbatte in Tommy; Dopo una lotta, il ragazzo espelle dal suo corpo degli strani filamenti, confermando così le teorie dello sceriffo. Le indagini di Amanda la conducono, ovviamente, dalla famiglia Tarr e principalmente da Datak ed Alak. Nolan rivela a Tommy che ciò che ha contagiato Irisa ed i convertiti non è nulla di divino ma non sono altro che filamenti del cervello dell'Arca Kaziri, ovvero dei piccoli robot che comandano il corpo che li ospita. Il piano dei convertiti è terraformare il pianeta, ovvero eliminarne tutte le forme di vita e ricrearlo utilizzando solo alcuni prescelti. Amanda ed il Capitano Berlin trovano dei video in cui Alak minaccia Treasure Doll nel caso la ragazza rivelasse la loro relazione a qualcuno; Il casthitano viene subito arrestato. Stahma, vista la scomparsa di una domestica da casa Tarr, si accorda con un casthitano morente affinché si costituisca per l'omicidio di Treasure Doll in cambio di un futuro sicuro per la piccola figlia; L'uomo non esita e si presenta da Amanda con l'arma del delitto, recuperata sotto il letto di Alak. Tommy e Nolan, dopo aver stordito i robot nei corpi dei convertiti, riescono a prelevare Irisa dall'accampamento. Amanda si sente parzialmente responsabile di quanto accaduto a Treasure Doll in quanto era stata lei a spronarla a lottare per ciò che desiderasse. Datak e Stahma discutono su quanto successo a Treasure Doll accusandosi a vicenda di esserne gli esecutori, finché la donna non intuisce quanto accaduto. Nolan confessa a Tommy di essere duro con lui in quanto lo ritiene una brava persona e che lo rivorrebbe al suo fianco; Il ragazzo ne è orgoglioso. Irisa si risveglia dallo stordimento e, dopo aver rivelato a Tommy che la vecchia Irisa non esiste più, lo pugnala a morte; La ragazza risparmia Nolan, anche se la visione di Irzu la incita ed eliminare anche lui. Treasure Doll è stata buttata dalla cima dell'Arco da Christie, invitata per colazione con il solo scopo di avvelenare il piccolo bambino che la ragazza porta in grembo: La moglie di Alak, dopo aver appreso la verità dalla sua, finta, amica, si era difesa dall'aggressione subita. Andina. la figlia del casthitano costituitosi, viene quindi condotta a casa Tarr, sotto gli occhi di Amanda. Christie rivela ad Alak quanto successo con Treasure Doll ed impone al marito di non mentirle mai più; La ragazza si sta avvicinando sempre più alle usanze casthitane. Nolan cerca di portare in salvo Tommy, agonizzante per le ferite subite da Irisa.
- Guest star: Dewshane Williams (Tommy LaSalle), Nicole Muñoz (Christie Tarr), Anna Hopkins (Jessica "Berlin" Rainer), Noah Danby (Sukar), Kristina Pesic (Deirdre Lamb), Douglas Nyback (Sergente Frei Poole), America Olivo (Alethea)

## Tutto deve andare avanti
- Titolo originale: All Things Must Pass
- Diretto da: Michael Nankin
- Scritto da: Todd Slavkin e Darren Swimmer

### Trama
Datak ed Amanda vengono rapiti e incatenati in un silos abbandonato. Nolan cerca di condurre Tommy fino a Defiance, trascinandolo su una barella di fortuna; Durante il viaggio, il ragazzo ricorda di come ha conosciuto Nolan e di come sia diventato suo amico. Mordecai, l'irathieno collegato ad Irisa, ha continue visioni del loro passato sull'Arca; I due erano amanti e decisero di assumere il controllo dell'Arca per farla discendere sulla Terra, sapendo però che i due avrebbero perso i loro ricordi, e decisero di assorbire una chiave a testa. Rafe, condotto a Camp Reverie, la prigiione di Defiance in cui hanno soggiornato anche Datak e la dottoressa Meh, riceve la visita della moglie; La donna gli rivela di essere guarita e di stare finalmente bene. Tommy rivela a Nolan di cercare Mordecai, in quanto è l'unico in grado di contrastare Irisa. Pottinger conduce Amanda dagli assassini di sua sorella Kenya; Datak e Stahma, traditi dai loro scagnozzi che li continuavano a vedersi riavvicinare, confessano tutto ad Amanda. La dottoressa Meh, decisa a lasciare Defiance, si avventura nelle miniere e si imbatte nell'Arca Kaziri, ora attiva in quanto Irisa è in possesso di entrambe le chiavi. Amanda non riesce a vendicarsi di Kenya uccidendo i Tarr e si giustifica con Pottinger in quanto la loro scomparsa causerebbe un problema di criminalità a Defiance. Pilar. la moglie di Rafe, decide di incontrare Christie, anche se sembra avere pausa di lei per qualcosa accaduto in passato, e forse ora dimenticato dalla figlia. L'esperienza vicina alla morte provata da Datak e Stahma li avvicina ancora di più; I due decidono insieme di vendicarsi degli uomini che li hanno traditi e li eliminano nello stesso modo usato per Kenya. A pochi metri da Defiance, Tommy non resiste più e muore; Nolan porta il corpo del ragazzo fino in città e lo consegna al Capitano Berlin, disperata per quanto accaduto. Nolan raggiunge Mordecai e lo obbliga a seguirlo. Irisa riesce ad attivare i frammenti di Arca ancora in orbita terrestre e li fa rientrare sulla terra; Con tali armi, inizia a distruggere la città di New York.
- Guest star: Linda Hamilton (Pilar McCawley), Dewshane Williams (Tommy LaSalle), Trenna Keating (Doc Yewll), Nicole Muñoz (Christie Tarr), Justin Rain (Quentin McCawley), Anna Hopkins (Jessica "Berlin" Rainer), Douglas Nyback (Sgt. Frei Poole), Robin Dunne (Cai)

## Ho quasi pregato
- Titolo originale: I Almost Prayed
- Diretto da: Michael Nankin
- Scritto da: Kevin Murphy

### Trama
Datak torna finalmente a casa Tarr ma Alak e Christie non sono d'accordo con questa decisione. Mentre Irisa distrugge New York, i contatti con la città vengono interrotti e la Repubblica Terrestre pensa sia un attacco del Collettivo Votan. Pilar convince Christie a partire con lei per un breve viaggio di qualche giorno, seguita anche dal marito. Il Capitano Berlin riferisce ad Amanda la morte di Tommy, ucciso da Irisa. Nolan e Mordecai raggiungono Defiance e riferiscono ad Amanda, Pottinger e Mercado che non si tratta di un attacco del Collettivo Votan ma che devono solamente raggiungere Irisa. La dottoressa Meh esce dalle miniere ed, entrata in città, viene arrestata; L'indogene contratta la sua liberazione e la cancellazione di ogni suo crimine passato confidando di conoscere un modo per fermare l'attacco alieno. Il piano della dottoressa Meh consiste nell'iniettare dei virus nel corpo di Irisa che, una volta deceduta, infetteranno gli altri convertiti facendo così terminare la terraformazione; Nolan, non essendo d'accordo con tale decisione, si ribella e viene arrestato dalla Repubblica Terrestre, non ricevendo neanche l'appoggio di Amanda. Irisa si appresta a spostare l'attacco su Defiance. La dottoressa Meh confessa ad Amanda, la prescelta a colpire Irisa ma in collera con l'indogene, quanto accaduto con la finta Kenya, omettendo però che il responsabile di tutto sia Pottinger. Nolan e Mordecai, fuggiti dalla Repubblica Terrestre, riescono a bloccare all'ultimo Amanda prima che la donna spari ad Irisa. Christie ed Alak, in pensiero per gli strani segnali nel cielo dovuti all'imminente attacco di Irisa, decidono di rimandare la partenza, ma vengono obbligati con la forza da Pilar e Quentin. Nolan riesce a bloccare Irisa e far trasferire una delle chiavi nel corpo di Mordecai; I tre si recano quindi nell'Arca Kaziri. Datak e Stahma, avvertiti di quanto accaduto da Andrina, decidono di liberare Rafe da Camp Reverie per avere informazioni su Pilar; I due riescono a raggiungere la prigione e salvare Rafe, ribellatosi con alcuni detenuti vedendo i segnali nel cielo, da un plotone di esecuzione; Indirettamente, i casthitani salvano anche il Capitano Berlin, intervenuta per fermare il massacro del plotone ma che a sua volta era stata definita dallo stesso una ribelle e per questo eliminata. L'Arca Kaziri, spaventata, cerca di convincere Irisa con un accordo per far tornare in vita Tommy, esattamente come successo con Nolan; L'iraethiana, con l'aiuto del padre, riesce però a non farsi soggiogare. Irisa e Mordecai, raggiunto il cervello dell'Arca, riescono a deviare le esplosioni verso il cielo, salvando così Defiance ma distruggendo migliaia di Arche in orbita terrestre. L'Arca Kaziri, visto il fallimento del suo piano, inizia a morire ed a crollare su sé stessa, seppellendo Nolan ed Irisa, ma non Mordecai che riesce ad allontanarsi in tempo. Pilar e Quentin, con Christie ed Alak come ostaggi, sono in viaggio per allontanarsi da Defiance ma, non molto lontani, sono inseguiti da Rafe, Datak e Stahma. Al Capitano Berlin non resta che brindare alla salute del suo defunto amato Tommy. Nolan ed Irisa, riusciti ad a inserirsi in una cella di trasferimento dell'Arca, come gli altri convertiti, sono sopravvissuti al crollo della struttura e paiono ibernati, migliaia di chilometri nelle profondità terrestri sotto Defiance.
- Guest star: Linda Hamilton (Pilar McCawley), Dewshane Williams (Tommy LaSalle), Trenna Keating (Doc Yewll), Nicole Muñoz (Christie Tarr), Justin Rain (Quentin McCawley), Anna Hopkins (Jessica "Berlin" Rainer), America Olivo (Alethea), Noah Danby (Sukar), Douglas Nyback (Sergente Frei Poole), William Atherton (Viceroy Mercado), Robin Dunne (Cai)